# 의정부소방서
의정부소방서(議政府消防署, Uijeongbu Fire Station)는 경기도 의정부시를 관할하는 경기도 북부소방재난본부 산하의 소방서이다.
소방서장은 소방정으로 보한다.

## 연혁
- 1977년 11월 21일: 개서
- 1987년 11월 25일: 구리소방서 분리
- 1999년 1월 23일: 포천소방서 분리
- 2008년 7월 24일: 양주소방서 분리
- 2020년 9월 21일: 합동청사 이전 및 업무개시

## 조직
| - 소방행정과 - 소방행정팀 - 회계장비팀                            |
| - 재난예방과 - 예방대책팀 - 소방민원팀                            |
| - 재난대응과 - 대응전략팀 - 구조팀 - 구급팀                       |
| - 화재조사분석과 - 광역조사팀 - 화재조사1·2·3팀                   |
| - 소방안전특별점검단 - 화재안전조사팀 - 소방패트롤팀 - 소방사법팀 |
| - 현장지휘단 - 지휘조사1·2·3팀                                    |

## 관할센터 및 관할구역
의정부소방서는 5개의 119안전센터와 1개의 구조대, 1개의 구급대를 산하에 두고 있다.
| 명칭                   | 사진 | 주소                | 관할구역                                       | 지역대 |
| ---------------------- | ---- | ------------------- | ---------------------------------------------- | ------ |
| 흥선119안전센터        |      | 의정로 48           | 의정부2동, 가능동, 흥선동, 녹양동              |        |
| 금오119안전센터        |      | 금오로23번길 22-40  | 의정부1동, 의정부3동, 신곡2동, 금오동          |        |
| 호원119안전센터        |      | 평화로322번길 7     | 호원동, 신곡1동, 장암동                        |        |
| 송산119안전센터        |      | 충의로 90           | 자일동, 용현동, 고산동, 산곡동, 낙양동, 민락동 |        |
| 녹양119안전센터        |      | 녹양동 407-1        | 송산1동, 송산2동, 송산3동                      |        |
| 의정부소방서 119구급대 |      | 금오로23번길 22-40  | 경기도 의정부시 일원                           |        |
| 의정부소방서 119구조대 |      | 금오로 23번길 22-40 | 경기도 의정부시 일원                           |        |

## 사건사고
- 의정부 대봉그린아파트 화재 사고

## 같이 보기
- 대한민국 소방청
- 대한민국의 소방
- 소방관 계급